# I Got a Brand New Egg Layin' Machine
I Got a Brand New Egg Layin' Machine — міні-альбом американського рок-гурту Goon Moon, виданий лейблом Suicide Squeeze Records 7 червня 2005 р. За словами учасника групи Кріса Ґосса, альбом «…включає в себе широкий спектр від чистого року до треків, що звучать як шум». Оформлення розробив Джессі Леду. Формати релізу: CD, 12" вінил.

## Список пісень
1. «The Wired Wood Shed» — 0:59
2. «Mud Puppies» — 2:00
3. «Inner Child Abuse» — 2:51
4. «The Smoking Man Returns» — 2:26
5. «At the Kit Kat Klub» — 0:39
6. «Rock Weird (Weird Rock)» — 2:34
7. «Mashed» — 2:24
8. «I Got a Brand New Egg Layin' Machine» — 2:59
9. «No Umbrellas» — 3:30
10. «Apartment 31» — 4:43

## Учасники
- Спеціальні гості: Дімітрій, Девід Кетчінґ, Вайті, Scooter Pie, Jonesy the Skin Popper, Frater I.A., Пеппі Севенсон, Thin Crust.
- Звукорежисери: Джеймс Бук, Джарред на Regime, Тоні Мейсон.
- Мастеринг: Ед Брукс на RFI.
- Дизайн: Джессі Леду, Джефф Кляйнсміт.